# Guy van Branteghem
Guy van Branteghem (* 25. Januar 1932 in Kortrijk; † 18. Februar 2013 in Gent) war ein belgischer Badmintonspieler. 

## Karriere
Guy van Branteghem war in den 1950er Jahren einer der dominierenden Badmintonspieler in Belgien. Über einen Zeitraum von elf Jahren gewann er sechs Titel im Herreneinzel, fünf Titel im Herrendoppel und drei Titel im Mixed.

## Sportliche Erfolge
| Saison    | Veranstaltung                  | Disziplin    | Platz | Partner        |
| --------- | ------------------------------ | ------------ | ----- | -------------- |
| 1951/1952 | Belgien: Einzelmeisterschaften | Herreneinzel | 1     | -              |
| 1952/1953 | Belgien: Einzelmeisterschaften | Herrendoppel | 1     | B. Grouch      |
| 1954/1955 | Belgien: Einzelmeisterschaften | Herreneinzel | 1     | -              |
| 1955/1956 | Belgien: Einzelmeisterschaften | Herreneinzel | 1     | -              |
| 1955/1956 | Belgien: Einzelmeisterschaften | Herrendoppel | 1     | Jean Boulet    |
| 1956/1957 | Belgien: Einzelmeisterschaften | Mixed        | 1     | J. Boulet      |
| 1956/1957 | Belgien: Einzelmeisterschaften | Herreneinzel | 1     | -              |
| 1956/1957 | Belgien: Einzelmeisterschaften | Herrendoppel | 1     | Jean Boulet    |
| 1957/1958 | Belgien: Einzelmeisterschaften | Mixed        | 1     | J. Boulet      |
| 1957/1958 | Belgien: Einzelmeisterschaften | Herreneinzel | 1     | -              |
| 1958/1959 | Belgien: Einzelmeisterschaften | Mixed        | 1     | J. Boulet      |
| 1958/1959 | Belgien: Einzelmeisterschaften | Herreneinzel | 1     | -              |
| 1959/1960 | Belgien: Einzelmeisterschaften | Herrendoppel | 1     | Anton Verstoep |
| 1961/1962 | Belgien: Einzelmeisterschaften | Herrendoppel | 1     | Anton Verstoep |